# Præsidenten fra Nordvest
Præsidenten fra Nordvest er en dansk dokumentarfilm fra 2017 instrueret af Lars Feldballe Petersen efter et ideoplæg fra filmens klipper og fortæller Jacob Andersen. Filmen blev sendt første gang på DR2 den 28. december 2017 i en version på 59 min.

## Handling
Kan man springe ud som præsident og skabe et nyt og demokratisk Somalia efter 47 år i Danmark? Det tror den 67-årige Ahmed Dualeh, da han pakker sin kuffert i Danmark og sætter kursen mod det land, som han mere end noget andet drømmer om at være med til at genopbygge ud fra de værdier, han har lært at sætte så stor pris på i Danmark. Men drømmen skal vise at ligge langt fra den somaliske virkelighed. Modstanden er stor, og sejrene få. Og samtidig skrider hans faste fundament under fødderne på ham, som tiden går. Han glider længere og længere væk fra sin familie i Danmark. Men spørgsmålet er om Dualeh kan slippe drømmen om at genrejse sit barndomsland, og hvilken pris han er villig til at betale?